# 2M 0219-39 b
2M 0219-39 b - внесолнечная планета, вращающаяся вокруг звезды 2M 0219-39 в созвездии Печь. Она считается газовым гигантом или коричневым карликом. Согласно последним данным параллакса, родительская звезда планеты находится на расстоянии около 128,51 световых лет или 39,40 парсека от Земли.
Экзопланета была обнаружена в 2015 году.
Первыми учеными, опубликовавшими текст об этой экзопланете, были Этьен Артиго, Джонатан Ганье, Жаклин Фахерти, Лизон Мало, Мари-Ив Науд, Рене Дойон, Дэвид Лафреньер и Юрий Белецкий,

## Характеристики
- Масса и радиус  экзопланеты 2M 0219-39 b измерены относительно массы и радиуса Юпитера. Масса экзопланеты в 13 раз больше массы Юпитера.
- Большая полуось: экзопланета 2M 0219-39 b вращается вокруг своей звезды на расстоянии большем, чем орбита Плутона.
- Экзопланета была обнаружена и подтверждена.
- Радиус экзопланеты 2M 0219-39 b в 1,440 раза больше радиуса Юпитера.
- Среднее орбитальное расстояние между экзопланетой 2M 0219-39 b и ее звездой-хозяином составляет около 156 астрономических единиц (а.Е.) ( 23,3 миллиарда километров).
- Измеренная температура экзопланеты составляет около 1683 Кельвинов (К) (около 1409,85 градусов по Цельсию).